# Kostel Saint-Benoît-le-Bétourné
Kostel Saint-Benoît-le-Bétourné (doslovně svatého Benedikta špatně otočeného) byl kostel založený v 5. století v Paříži a zbořený v roce 1854.

## Lokace
Kostel se nacházel na území dnešního 5. obvodu. Vedl na ulici Rue Saint-Jacques v místě, kde se dnes nachází Sorbonna a ulice Rue des Écoles.

## Název
Kostel byl původně zasvěcen syrským mučedníkům svatým Sergiovi a Bacchovi. Místo se nazývalo „Benoît Sire Dieu“ (Požehnaný Pán Bůh) a sémantickou deformací se od 13. století změnilo patrocinium na kostel Saint-Benoît (tj. svatého Benedikta). Oproti křesťanské tradici nebyl kostel postaven s kněžištěm na východ, ale směřovalo na západ, takže byl lidmi nazýván bétourné, ve staré francouzštině špatně otočený nebo přetočený.
Francouzský král František I. nechal na počátku 16. století kostel přestavět do správné osy a kostel se pak nazýval „bistourné“ (tedy dvakrát otočený) a deformací se také nazýval „bestourné“.

## Historie
Kostel byl založen v 5. století na místě, kde byl podle legendy zatčen svatý Diviš před svou popravou.
Kostel byl ve středověku místem kultu svatého Mathurina, který byl vzýván při léčbě duševně nemocných a posedlých. Zdejší oltář mu byl zasvěcen. Kostel byl proto poutním místem mnoha duševně nemocných s nadějí na uzdravení.
V roce 1431 se kaplanem v kostele stal Guillaume de Villon, adoptivní otec Françoise Villona.
Během Velké francouzské revoluce byl kostel zrušen a v roce 1790 přeměněn na obchod s moukou.
Kostel byl zbořen v roce 1854 při stavbě současných budov Sorbonny a ulice Rue des Écoles.

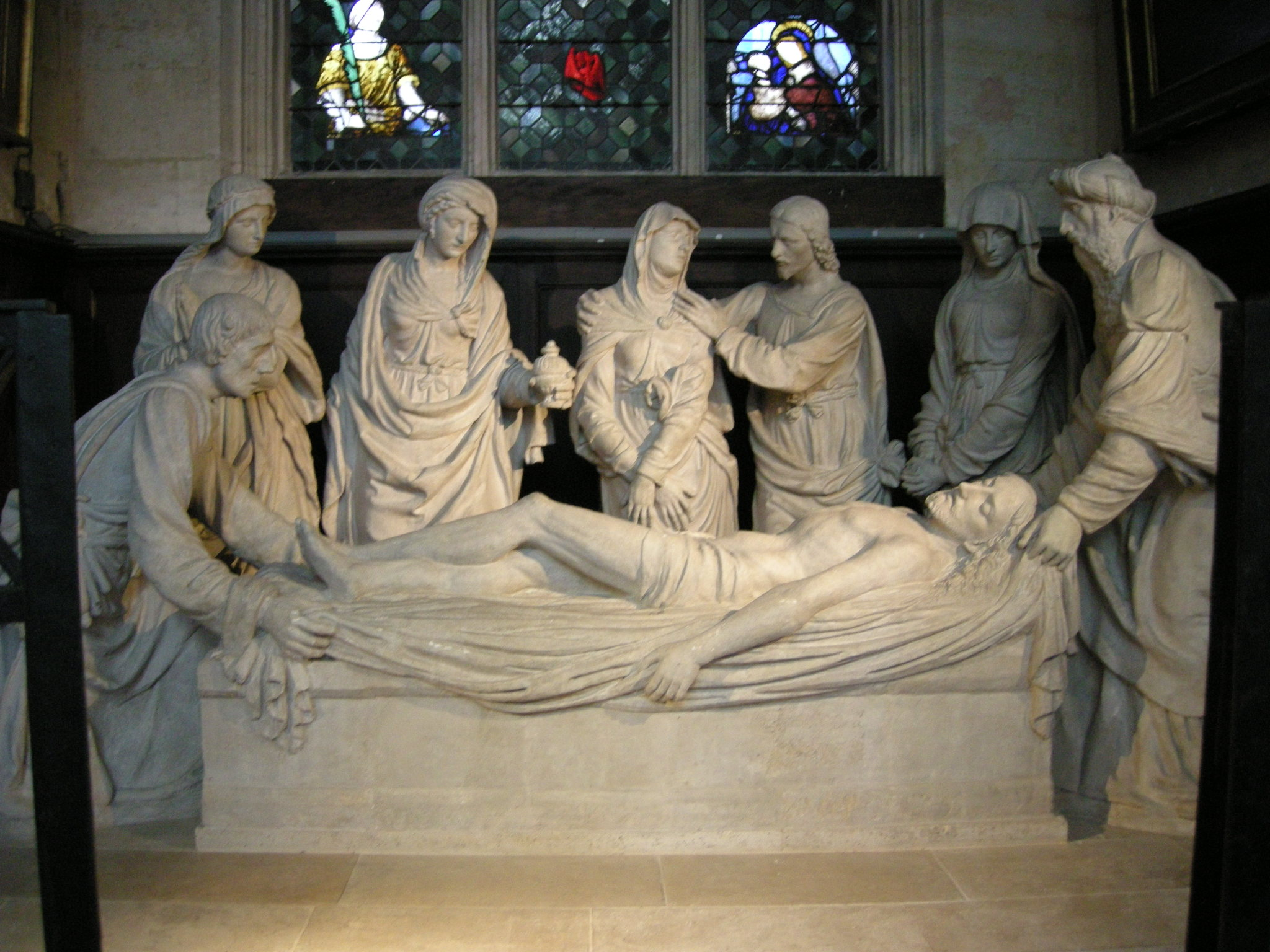
Sousoší Ukládání do hrobu přenesené do kostela Saint-Étienne-du-Mont

## Pozůstatky
Varhanní skříň a kazatelna byly po zboření přeneseny do nedalekého kostela Saint-Jacques-du-Haut-Pas. Mramorové sousoší Ukládání do hrobu bylo přesunuto do kostela Saint-Étienne-du-Mont. Gotický portál se sochami svatého Benedikta a svaté Scholastiky byl rovněž zachráněn a dnes je umístěn v severní zdi Musée Cluny. Existuje rovněž ulice s názvem Rue du Cimetière Saint-Benoist odkazující na kostelní hřbitov.